# Tempelschildpad
De tempelschildpad (Heosemys annandalii) is een schildpad uit de familie Geoemydidae. De soort werd vroeger tot het geslachten Clemmys en Hieremys gerekend. De soort werd voor het eerst wetenschappelijk beschreven door George Albert Boulenger in 1903. Oorspronkelijk werd de wetenschappelijke naam Cyclemys annandalii gebruikt.

## Uiterlijke kenmerken
Het is een grote soort die bijna 50 centimeter lang kan worden, het schild is zeer donkerbruin tot -grijs, maar bij oudere dieren meestal zwart. De huid van de kop, poten en staart is olijfkleurig tot zwart. Juveniele dieren hebben strepen op de poten en kop, en een kleine kiel op het midden van het schild die lichter tot oranje gekleurd is en sterk afsteekt. Deze kiel en de kleuren en strepen verdwijnen langzaam maar zeker en is bij heel oude dieren niet meer te zien en het schild krijgt meer rondingen. Het schild wordt vrij hoog maar is niet erg bol en loopt steil af. De achterzijde van het schild is getand door de wat puntige hoornplaten.

## Levenswijze
De tempelschildpad komt zelden tot nooit uit het water en werd daarom vaak in tempelvijvers gehouden zoals die van de Schildpaddentempel in Bangkok, en dankt daaraan zijn naam. De schildpad komt voor in Cambodja noordelijk Maleisië, Thailand en Vietnam. De soort leeft in stilstaande of langzaam stromende wateren waar het gestroomlijnde schild meer geschikt voor is. Omdat er ook exemplaren zijn aangetroffen in de monding van de Menamrivier in Thailand wordt brakwater waarschijnlijk getolereerd.